# Biopila

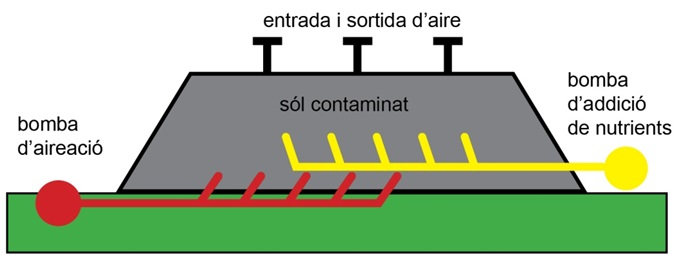
Esquema simplificat del procés d'operació d'una biopila.

Una biopila és una tècnica d'enginyeria ambiental per a la bioremediació de sòls contaminats. Consisteix en excavar la zona afectada per contaminació, disposar el sòl en una pila i estimular-hi l'activitat microbiana a través de l'aeració, l'addició de nutrients o cosubstrats.
És considerada un procés basat en els mateixos principis del compostatge, si bé la biopila pot estar sotmesa a una aeració passiva o forçada (que rep el nom de biopila estàtica) o bé poden ser voltejades amb recurrència.

## Monitorat i activitat microbiana
Actualment el coneixement existent sobre els canvis microbiològics entre l'inici de formació de la biopila i la biolixiviació final és força limitat, fet que influencia considerablement l'ús d'aquest sistema a nivell industrial i comercial.
És necessari el biomonitoratge periòdic i en diverses zones de la biopila dels nivells d'oxigen, acidesa i pH, temperatura, recomptes bacterians, l'oxidació dels sulfurs i els continguts mineralògics i en metalls. A fi de mantenir-hi un control més exhaustiu, sovint també es cobreix la biopila per evitar un excés de lixiviats i la volatilització de compostos tòxics o s'hi instal·len sortides d'aire.